# Saint-Calais
 Saint-Calais  es una población y comuna francesa, situada en la región de Países del Loira, departamento de Sarthe, en el distrito de Mamers. Es el chef-lieu y mayor población del cantón de Saint-Calais.

## Demografía
| 3902 | 4251 | 4320 | 4445 | 4063 | 3785 |
| Para los censos de 1962 a 1999 la población legal corresponde a la población sin duplicidades (Fuente: INSEE [Consultar]) |      |      |      |      |      |